# خسارة البدن

عدد الوفيات الناجمة عن حوادث فقدان بدن الطائرات سنويًا (1940-2017)

حطام الرحلة رقم 214 لخطوط آسيانا الجوية، والتي تم شطبها باعتبارها حادث خسارة بدن

خسارة البدن أو خسارة الهيكل (hull loss) هو حادث طيران يتسبب في أضرار كارثية بالطائرة بشكل يتعذر معه إصلاحها اقتصاديًا، مما يؤدي إلى خسارة كاملة. ينطبق المصطلح أيضًا على الحالات التي تكون فيها الطائرة مفقودة أو يتم إنهاء البحث عن حطامها أو عندما يتعذر الوصول إلى الحطام من الناحية اللوجستية.
في جميع أنحاء صناعة الطيران، يتم استخدام مقياس «خسائر الهيكل لكل 100,000 رحلة طيران» لقياس المخاطر النسبية لرحلة أو طائرة معينة. من عام 1959 إلى عام 2006، كان الجزء الأول من عصر الطائرات النفاثة السائد، كان هناك 384 من أصل 835 خسارة بدن، أو 46 ٪، غير مميتة. عادةً ما يكون لدى شركات الطيران تأمين لتغطية خسائر بدن الطائرة لمدة اثني عشر شهرًا. قبل هجمات 11 سبتمبر في عام 2001، يمكن أن يصل مبلغ التأمين النموذجي لسياسة خسارة الهيكل إلى 250 مليون دولار. منذ ذلك الحين، ازدادت الطلبات على تغطية أعلى. 
تأخذ خسارة الهيكل في الاعتبار النفقات العرضية الأخرى التي لا يمكن إصلاحها، مثل الإنقاذ، والتكاليف اللوجستية لإصلاح الطائرات غير الصالحة للطيران داخل حدود موقع الحادث، وإعادة اعتماد الطائرة، من بين عوامل أخرى. عادةً ما تدفع سياسات التأمين التي تغطي أي أصل خاضع للإهلاك للمؤمن عليه قيمة عناصر مستخدمة معادلة، لذلك غالبًا ما يكون الملكية شطبًا كإصلاحات كاملة بالإضافة إلى هذا المبلغ يشبه تكلفة استبدال جديد.